# Rosso San Valentino
Rosso San Valentino è una miniserie televisiva italiana, trasmessa in 6 puntate dal 23 aprile all'8 maggio 2013 su Rai 1.

## Trama
Laura Argenti vive a Parigi da molti anni, ma è originaria della Liguria. Quando le condizioni di salute dell'amato padre Pietro si aggravano, lei riparte subito per l'Italia. All'aeroporto di Genova Laura, per un caso fortuito, incontra un ragazzo che si mostra immediatamente interessato a lei, Giovanni Danieli. Sembra, però, che i due debbano dirsi addio all'uscita dall'aerostazione. Infatti la giovane va in ospedale, dove ritrova il padre in fin di vita e il fratello minore Simone, e Giovanni torna nella sua immensa casa, dalla famiglia. Il padre Guido è a capo della rinomata azienda di cosmetici Danieli. Poi ci sono Giorgio, il fratello più grande, sposato in seconde nozze con la seducente Daria, da cui è nato Giacomo, di otto anni. Dal primo matrimonio, Giorgio ha avuto la sedicenne Flavia. Infine, ad aspettare Giovanni ci sono la promessa sposa, Sofia Da Varano, dirigente marketing dell'azienda, e il fratello Lorenzo, migliore amico di Danieli.
Dopo la morte del padre, Laura decide di trattenersi e di non tornare in Francia. Inaspettatamente, Guido la assume nella sua azienda. Il padre Pietro provocò un disastro durante la creazione del profumo "Rosso San Valentino", ma Laura è un naso, cioè è in grado di distinguere perfettamente gli odori e quindi di riprodurre il "RSV", di cui conosceva le essenze. Mentre la sua passione con Giovanni, che ha reincontrato, si fa sempre più intensa, nonostante le nozze imminenti (che però, ad un certo punto, il ragazzo manda a monte), qualcuno vuole accaparrarsi la Danieli Cosmetici.
Si tratta di Giorgio (furioso col padre perché ha nominato dirigente non lui ma il fratello minore), di Daria (disinnamorata del marito, dura e priva di attenzioni verso il figlio piccolo, ma che vuole l'azienda per arricchirsi) e di Lorenzo (che ha lasciato un segno indelebile nel passato di Laura e che è pronto a vendicarsi di Guido per oscure ragioni). Insieme convincono Alberto Mariani, rivale e amico a un tempo del patriarca dei Danieli, a rendersi complice del piano. Al fine di vincere le sue iniziali reticenze, la sensualità di Daria scende in campo, portandolo agevolmente dalla loro parte.

## Personaggi principali
- Guido Danieli: è il Presidente della rinomata azienda ligure Danieli Cosmetici, nonché patriarca della famiglia Danieli. Vedovo da molti anni, ha due figli: Giorgio, che si è sempre occupato dell'azienda fianco a fianco con il padre, e Giovanni, che invece è stato lontano dalla famiglia per alcuni anni durante i quali ha studiato all'estero. Nonostante ciò, Guido ha un evidente punto debole per il figlio minore Giovanni, che decide di nominare suo successore in quanto lo reputa più in gamba. Guido è un tipo molto autoritario e fa di tutto per tenere sotto controllo sia la sua famiglia che l'azienda, le due cose cui tiene di più.
- Giovanni Danieli: giovane, bello, brillante e molto in gamba, è il figlio prediletto di Guido Danieli. Ha sempre avuto molto successo con le donne, senza però essersi mai innamorato realmente di qualcuna. È abituato ad avere tutto quello che desidera dalla vita, e i suoi successi suscitano spesso la gelosia di persone come il fratello Giorgio o il miglior amico Lorenzo. Dopo aver studiato per alcuni anni in America, fa ritorno in Italia, dove ad attenderlo c'è Sofia, la sua fidanzata storica, innamorata di lui fin da bambina. Ma le sue attenzioni vengono presto catturate da un'altra ragazza che gli farà battere il cuore: Laura Argenti, la quale però è legata alla famiglia e all'azienda Danieli da un passato oscuro.
- Giorgio Danieli: è il figlio maggiore di Guido Danieli, ma si è sempre sentito messo da parte dal padre e nutre una certa gelosia nei confronti del fratello Giovanni. È un debole che si lascia trasportare dalla sua seconda moglie Daria, una donna diabolica e assetata di ricchezza. I due hanno un figlio di otto anni: Giacomo. Giorgio è anche padre dell'adolescente Flavia, che ha avuto nel suo primo matrimonio.
- Daria Danieli: proviene da una classe sociale bassa e ha sempre usato tutte le sue doti per raggiungere il benessere e la ricchezza, motivi per i quali ha sposato Giorgio Danieli. Ma la sua sfrenata ambizione non si ferma, e fa di tutto per convincere il marito a mettersi contro il padre e il fratello al fine di ottenere il totale controllo dell'azienda. Per portare avanti il suo piano, diventa l'amante del ricco uomo d'affari, nonché concorrente della Danieli, Alberto Mariani. I due, con l'aiuto di Lorenzo Da Varano, organizzano un sabotaggio ai danni della Danieli.
- Flavia Danieli: è la figlia adolescente di Giorgio Danieli, ma non ha un grande legame con i suoi familiari, dei quali parla sempre male. In un primo momento decide di lasciare la scuola, tanto che viene punita dal nonno Guido che la obbliga a lavorare in un laboratorio della Danieli come operaia. In seguito tuttavia decide di riprendere gli studi. Conosce Simone Argenti, del quale si innamora, e fa di tutto per tirarlo fuori dai guai.
- Giacomo Danieli: è il figlio di 8 anni di Giorgio e Daria Danieli, nonché nipote di Giovanni. Ma su di lui si nascondono oscuri segreti. È un bambino solo, in quanto non ha un grande rapporto con i suoi genitori, e talvolta ha degli attacchi d'asma. Dopo aver conosciuto Laura Argenti, inizia sempre di più a volere la sua compagnia e a vederla come una mamma. Tra i due s'instaura subito un legame inspiegabile.
- Pietro Argenti: anni prima lavorava alla Danieli, dove aveva prodotto il famoso profumo Rosso San Valentino, divenuto marchio di fabbrica dell'azienda. Nel suo laboratorio però era avvenuto un misterioso incidente che aveva causato la morte e l'infermità di alcuni operai, tanto che Pietro era stato accusato del fatto ed era finito in carcere. Anche dopo essere uscito di prigione, continuò a portarsi dietro una cattiva reputazione nella sua città. Ormai in punto di morte, i suoi figli Laura e Simone cercano di stargli accanto negli ultimi momenti della sua vita.
- Laura Argenti: ha ereditato dal padre Pietro Argenti la passione per la cosmetica, e dopo aver studiato a lungo è diventata un "naso", capace di distinguere qualsiasi odore o fragranza. A 17 anni aveva avuto una storia con Lorenzo Da Varano, il quale però l'aveva abbandonata una volta rimasta incinta. Il bambino era nato morto e ciò aveva lasciato una ferita talmente grande nel cuore di Laura da indurla a lasciare l'Italia. Dopo anni di esperienza all'estero, e ormai divenuta una donna matura, fa ritorno in Liguria non appena viene a sapere delle gravi condizioni di salute del padre. Tuttavia, dopo la morte di quest'ultimo, decide di rimanere in Italia per tentare di riprodurre il famoso profumo Rosso San Valentino e riportare onore sul nome di Pietro Argenti. Rinuncia così al suo lavoro in una importante azienda cosmetica di Parigi per tentare di farsi assumere alla Danieli. Qui ha l'opportunità di incontrare colui che diventerà il suo grande amore: Giovanni Danieli, con il quale vive un vero e proprio colpo di fulmine. Dopo aver scoperto però che Giovanni sta per sposare Sofia Da Varano, Laura cerca di fare il possibile per tenere alla larga il giovane: tutti i suoi sforzi risulteranno vani. Donna riservata, di poche parole ma molto forte e determinata, si troverà ad affrontare una serie di difficoltà, nel lavoro, nella storia con Giovanni e nei segreti del suo doloroso passato.
- Simone Argenti: è il fratello di Laura Argenti, ma al contrario della sorella è un ragazzo ribelle che molto spesso si caccia nei guai. Appena rientrata in Italia, Laura gli trova un lavoro nel pub della sua amica Nancy, ma Simone non ha ancora chiuso i conti con il passato e deve molti soldi a gente pericolosa. Per questo motivo, è costretto più volte a compiere atti che non vorrebbe compiere. Dopo l'incontro con Flavia Danieli, della quale s'innamora, Simone fa di tutto per diventare una persona migliore.
- Lorenzo Da Varano: è un diabolico macchinatore in cerca di vendetta nei confronti di Guido Danieli, colpevole secondo lui di aver portato via l'azienda a suo padre e di averlo indotto al suicidio. Anni prima aveva avuto una storia con Laura Argenti, salvo poi abbandonarla una volta incinta. Nonostante ciò, prova ancora dei sentimenti nei confronti della ragazza e fa di tutto per cercare di riconquistarla, ma tutti i suoi tentativi sono vani: Laura ormai lo vede solo come un amico ed è innamorata di Giovanni. Lorenzo la usa anche per tramare contro i Danieli: alleato con Daria, Giorgio e Alberto Mariani, porta avanti un piano di sabotaggio dell'azienda, della quale vuole appropriarsi.
- Sofia Da Varano: è una ragazza molto legata fin da piccola alla famiglia Danieli e da sempre innamorata di Giovanni, che sogna di sposare. Arriva a compiere degli atti folli pur di tenere il giovane legato a sé, ma è del tutto all'oscuro dei diabolici piani del fratello Lorenzo.
- Alberto Mariani: è il proprietario di un'azienda di cosmetica in concorrenza con la Danieli, ma quest'ultima è di gran lunga più prestigiosa. Accetta di entrare in combutta con Lorenzo Da Varano e Daria Danieli con lo scopo di diventare Presidente della Danieli e di allacciare una relazione con l'affascinante moglie di Giorgio.

## Produzione
La serie è stata prodotta da Rai Fiction, di Eleonora Andreatta, in collaborazione con Endemol Italia. La regia è stata affidata a Fabrizio Costa.
Le riprese, durate cinque mesi, sono state effettuate sia in Liguria, a Finale Ligure (Finalmarina, Finalborgo e Finalpia), a Noli, all'Ospedale di Santa Corona di Pietra Ligure, all'aeroporto di Genova; e sia nel centro storico di Nettuno e nel Villaggio del fanciullo / Repubblica dei ragazzi di Civitavecchia.